# Colle Salario
Colle Salario est une zone urbanistique de Rome située dans la zone de Castel Giubileo du Municipio IV.